# Comac
Comac o COMAC (també denominat Commercial Aircraft Corporation of China Ltd., en xinès) és una companyia aeronàutica fundada l'any 2008. Té les seves instal·lacions situades a la ciutat de Xangai, a la República Popular de la Xina.
El seu accionariat està compost pel govern central xinès, el govern municipal de la ciutat de Xangai, AVIC I i AVIC II. Aquesta empresa governamental està creada per a dissenyar i fabricar avions de passatgers, per tal de reduir la dependència xinesa dels fabricants aeronàutics Boeing i Airbus, així com competir amb fabricants de segon nivell com ara Bombardier (Canadà) o Embraer (Brasil).
La primera aeronau desenvolupada per la companyia és l'ARJ21, desenvolupat inicialment per AVIC I. La companyia també té en desenvolupament el C919, que està previst que entri en servei l'any 2016. En l'estratègia a llarg termini de la companyia, també està prevista la creació de dos avions més, el C929 i el C939.
El logo de l'empresa representa el caràcter xinès 飞 (fēi), que significa 'volar'.

## Història

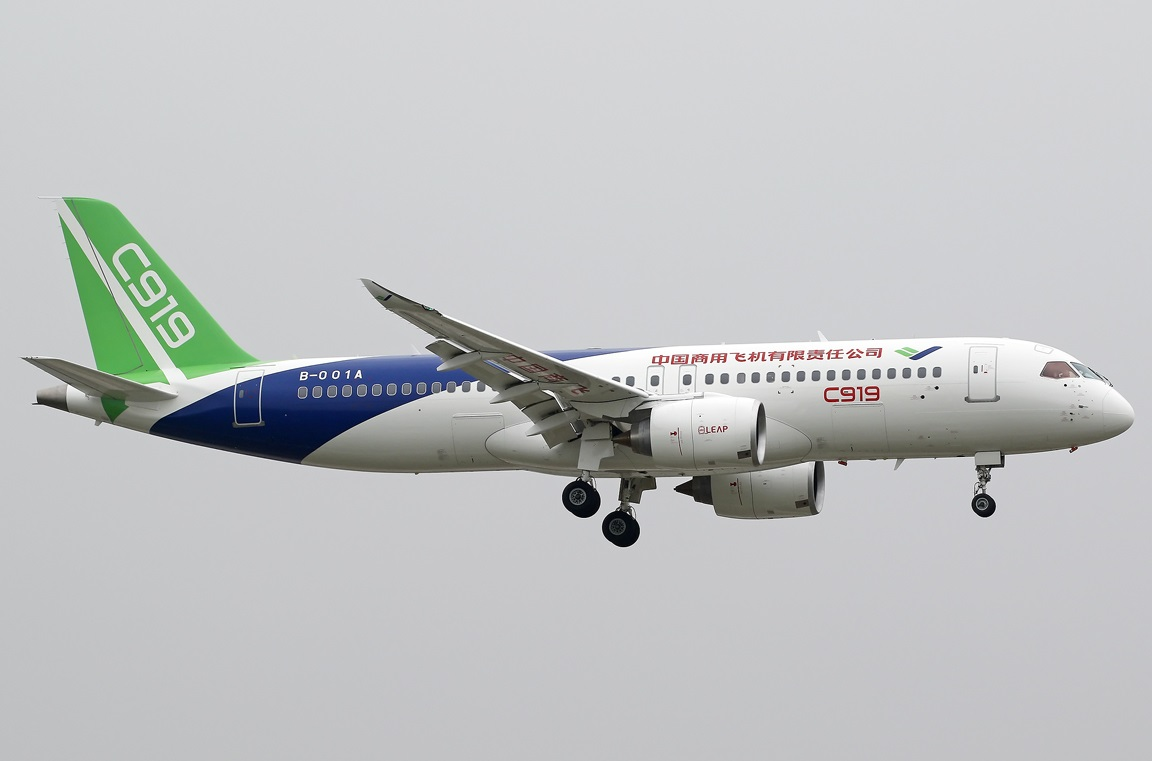
Comac C919

Projectes en fase de desenvolupament:
- Comac ARJ21, un avió de 70 a 90 places, dissenyat per AVIC I Commercial Aircraft Corporation, filial de COMAC.

- C919, un avió de 159 a 180 places previst per a finals del 2016.[7]

- Comac C929, projecte d'avió de 250 a 300 places en l'horitzó del 2023.[8]

El març del 2011, Comac signà un acord amb l'empresa Bombardier  per a la venda de motors Bombardier CSeries. El 19 de juny del 2011, Comac inaugurà la seva seu europea a París.

## Models
El novembre del 2015, les autoritats xineses i responsables de l'empresa Comac presenten el model C919, que es preveu que esdevingui una realitat en l'horitzó 2016, amb un retard de dos anys sobre el calendari proposat inicialment. El model C919 tindrà una capacitat per a 158 passatgers asseguts en dues classes, un cos amb un 12% de materials compostos avançats i un preu estimat de 63,5 milions d'euros (70 milions de dòlars).

## Acord amb Ryanair
El juny del 2011, Comac i la companyia aèria de baix cost irlandesa Ryanair signaren un acord de cooperació per al desenvolupament del C919, un avió de 200 passatgers i un sol passadís que es preveu que competeixi amb el Boeing 737 i l'Airbus A320.